# Komlenići
Komlenići su naselje u Hrvatskoj u sastavu Grada Vrbovskog. Nalaze se u Primorsko-goranskoj županiji.

## Zemljopis
Sjeverozapadno su Radoševići, Tići, Žakule i Moravice, sjeverno su Mlinari i Vučinići, istočno je Presika i izvor rječice, jugoistočno je Poljana, Hajdine, Vujnovići, Vrbovsko i Hambarište, južno-jugozapadno je Jablan, jugozapadno je Stara Sušica. 

## Stanovništvo
| broj stanovnika | 60    | 72    | 79    | 64    | 59    | 60    | 64    | 61    | 41    | 38    | 25    | 29    | 23    | 17    | 11    | 11    | 4     |
|                 | 1857. | 1869. | 1880. | 1890. | 1900. | 1910. | 1921. | 1931. | 1948. | 1953. | 1961. | 1971. | 1981. | 1991. | 2001. | 2011. | 2021. |